# NGC 5596
NGC 5596 este o galaxie seyfert de tip 2⁠(d) situată în constelația Boarul. A fost descoperită în 1 mai 1785 de către William Herschel. Se află la o distanță de 49,86 de megaparseci de Pământ.